# Birreria Siechen
La Birreria Siechen era una birreria situata nel quartiere Mitte di Berlino dal 1883 al 1945; dapprima collocata in Behrenstraße 24, e poi dal 1911 al 1920 in Potsdamer Platz.

## Gli esordi
La birreria era preceduta da altre attività identiche a Berlino risalenti al 1845. La prima birreria in Neumannsgasse 6 era anche conosciuta dai suoi clienti abituali come Die Ewige Lampe (letteralmente "La lampada eterna"). Con lo stesso nome, Die Ewige Lampe, l'oste Carl Siechen e la sua famiglia pubblicarono il primo dei giornali satirici rivoluzionari di Berlino dal 26 aprile 1848. Il giornale apparve dal gennaio 1849 con il titolo modificato Die ewige Lampe a causa del divieto da parte del generale Friedrich von Wrangel di usare quello vecchio, e rimase sul mercato fino al 1850. Poiché presto non ci fu più abbastanza spazio per gli ospiti, il locale venne trasferito nell'antico ufficio postale in Königstraße, oggi Rathausstraße, all'angolo con Burgstraße 7 al Kurfürstenbrücke. Carl Siechen morì nel 1869 e fu sepolto cimitero di San Marien e San Nicola I. Presto Franz Siechen rilevò la birreria, che nel frattempo si era trasferita in Jägerstraße 63. Ora portava il cognome della famiglia e, come berolinismo, il soprannome "Siechen-Haus", in riferimento a un ospizio (Siechtum). Il 2 aprile 1875, la birra d'esportazione del birrificio Reif di Norimberga fu venduta per la prima volta nella capitale imperiale a proprio nella Birreria Siechen.

## La Birreria Siechen sulla Behrenstraße
Il 18 ottobre 1883, in Behrenstraße 24, non lontano da Friedrichstraße, venne inaugurata la nuova Haus Siechen, un edificio in stile storicista progettato dall'architetto Armin Wegner. L'opera di riferimento "Berlin und seine Bauten" (Berlino e i suoi edifici) del 1896 elogiò il nuovo edificio come "un risultato eccezionale per il suo tempo" e menzionò in particolare gli innovativi sistemi di ventilazione, importanti per i locali. L'aria di scarico veniva estratta attraverso aperture nella volta del soffitto senza creare fastidiose correnti d'aria.
La sua posizione sulla Behrenstraße a Berlino-Mitte e la sua buona reputazione ne fecero, nel tempo, il luogo in cui si riunirono oltre 100 tavoli fissi per diplomatici, artisti, ufficiali, studiosi, membri di confraternite, politici e funzionari pubblici. Theodor Fontane menzionò la birreria nel 35° capitolo del suo libro del 1896 Effi Briest: "Tre Siechen ti calmano sempre". Nella sua poesia del 1924 Noctambulatio, il poeta Joachim Ringelnatz illustrò chiaramente il carattere del Siechen come luogo di incontro per l'alta borghesia.
L'edificio in Behrenstraße esistette fino alla seconda guerra mondiale, andando distrutto solo il 2 maggio 1945.

## Birreria Siechen a Potsdamer Platz

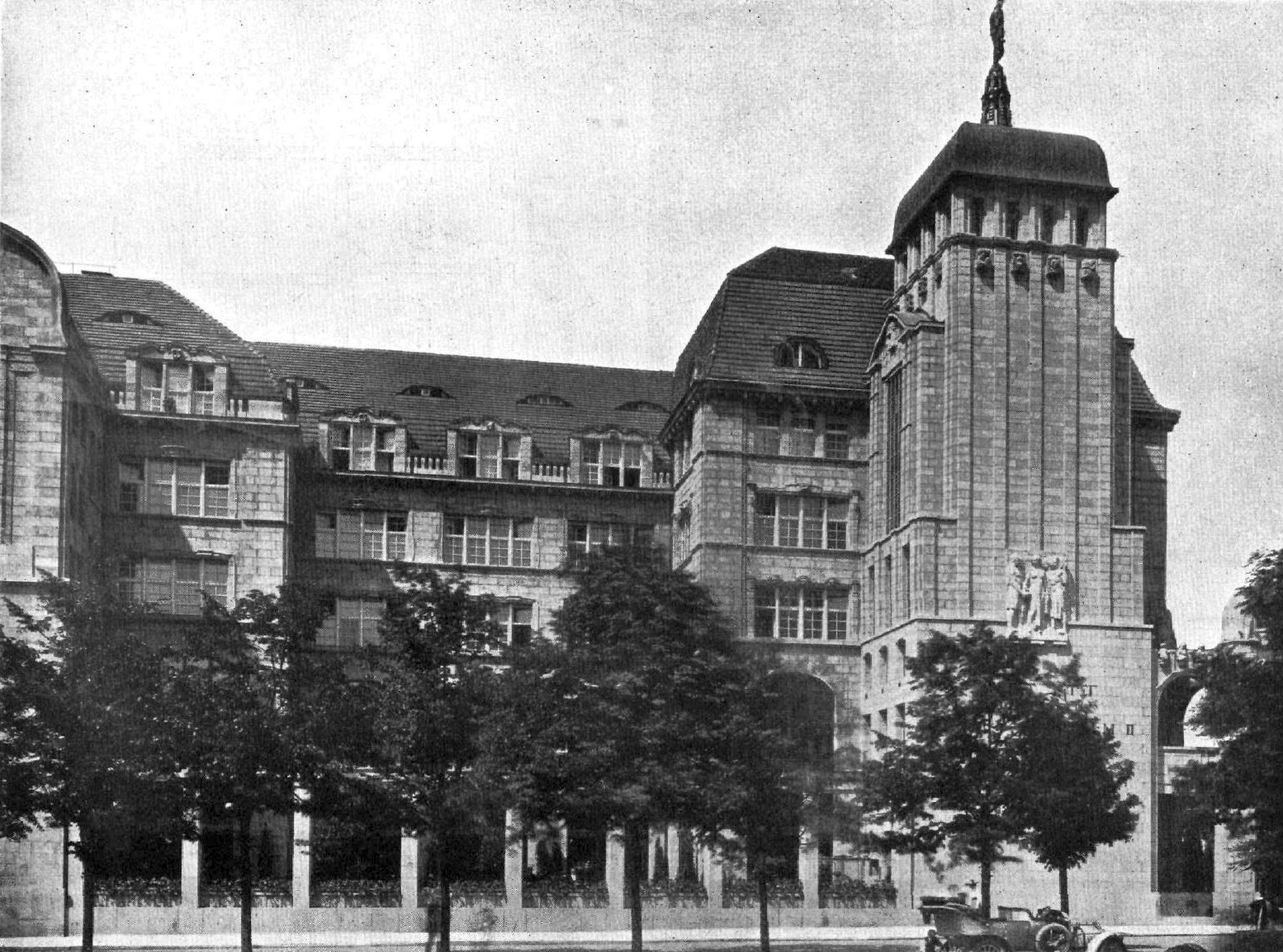
La sede della birreria Siechen a Potsdamer Platz, 1911

Nel 1909/1910 la famiglia fece costruire sul terreno di Potsdamer Platz 3 il Bierpalast, progettato dall'architetto Johann Emil Schaudt. Nel 1910 venne inaugurata anche con il nome di Birreria Siechen. Le camere per gli ospiti erano situate al piano terra e al primo piano.
La birreria Siechen fu registrata per l'ultima volta nella Rubrica di Berlino nel 1920 nel grande edificio progettato da Schaudt. Dalla Rubrica di Berlino del 1921, la sede della locanda stata stabilita solo sotto forma dell'edificio principale in Behrenstraße 23/24. Nello stesso periodo, la proprietà di questo edificio passò dalla società Siechen, M. e Franz, C. alla Potsdamer Platz Aktiengesellschaft.
Successivamente l'edificio venne affittato ad altre aziende e associazioni dal 1921 al 1925.

### Pschorrhaus a Potsdamer Platz

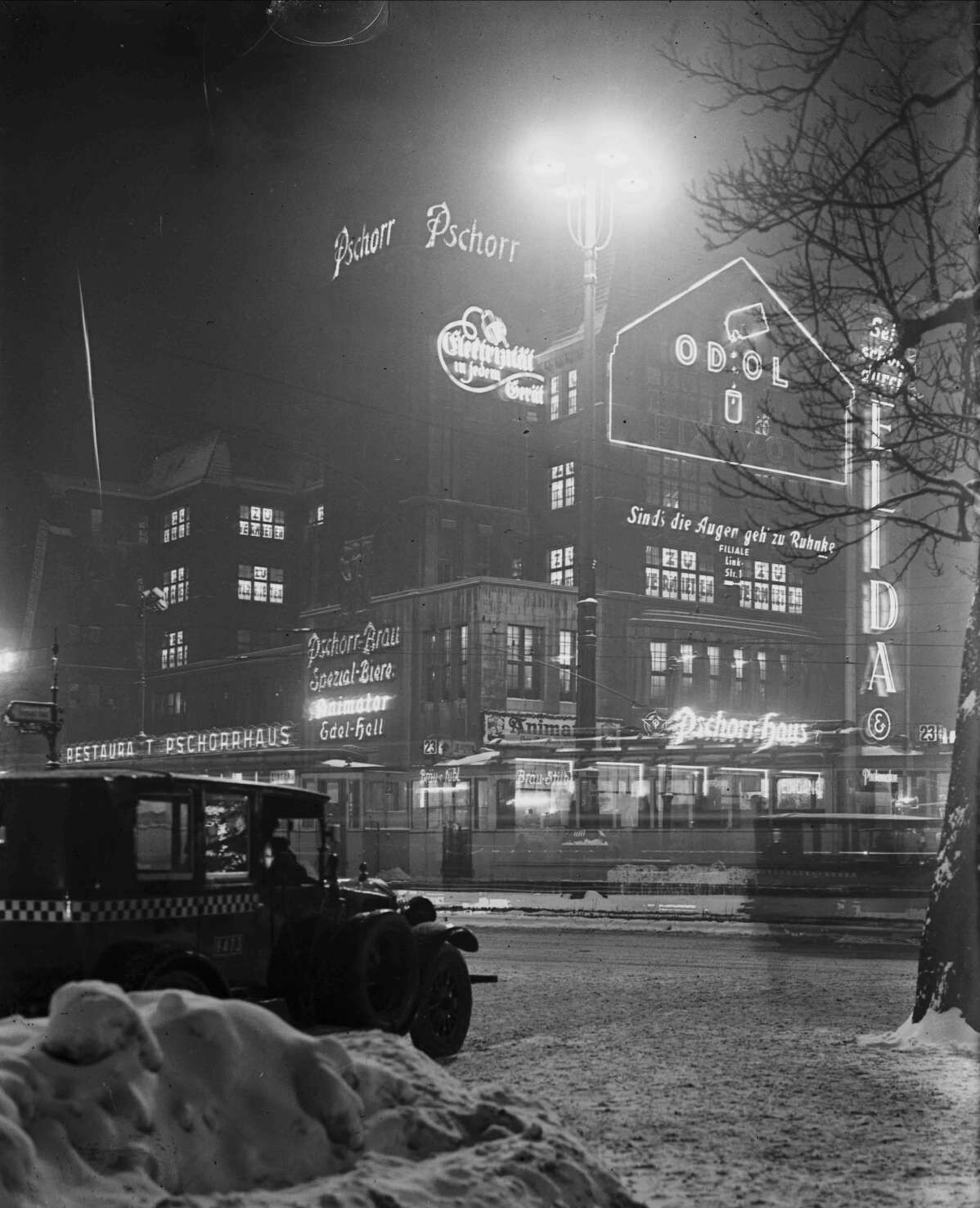
La Pschorrhaus con la sua pubblicità illuminata, 1928

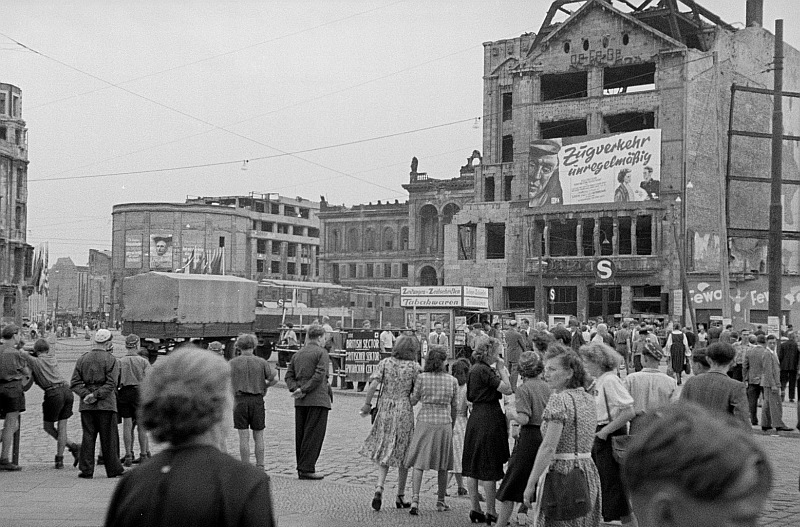
Rovine della Pschorrhaus, 1951

Dal 1925 fino alla fine della seconda guerra mondiale, il grande palazzo della birra in Potsdamer Platz 3, costruito dalla famiglia Siechen, fu nuovamente gestito come pub dai proprietari Abler, Meifalz e Feitsch sotto il marchio di birra Pschorr ed era quindi meglio conosciuto come Pschorr Haus a Potsdamer Platz. Le insegne luminose della Pschorr Haus plasmarono l'immagine di Potsdamer Platz negli anni '20 e '30.
La Pschorr Haus di Potsdamer Platz rimase gravemente danneggiata durante i bombardamenti aerei del 1943 su Berlino e, dopo la guerra, fu situata nel Settore Britannico perché la proprietà apparteneva al quartiere Tiergarten. Durante i Giochi Mondiali della Gioventù dell'agosto 1951, sulla facciata dell'edificio fu affisso un grande manifesto che pubblicizzava il film della DEFA "Zugverkehr weniger als 100 Jahre", che trattava del conflitto Est-Ovest nella città divisa. Le rovine della birreria furono demolite nel 1952.